# Bujaki (Nidzica)
Bujaki (deutsch Bujaken) ist ein kleines Dorf in der polnischen Woiwodschaft Ermland-Masuren und gehört zur Gmina Nidzica (Stadt- und Landgemeinde Neidenburg) im Powiat Nidzicki (Kreis Neidenburg).

## Geographische Lage
Bujaki liegt westlich des Bujaker Sees (polnisch Jezioro Bujackie) im Südwesten der Woiwodschaft Ermland-Masuren, 38 Kilometer südöstlich der früheren Kreisstadt Osterode (Ostpreußen) bzw. zwölf Kilometer nordwestlich der jetzigen Kreismetropole Nidzica (deutsch Neidenburg).

## Geschichte
1545 ist das Gründungsjahr des kleinen Dorfs Boyacken, das nach 1600 Bojacken, nach 1785 Bujacken und nach 1871 bis 1945 Bujaken hieß. Aus dem Vorwerk Bujaken in der Gemeinde Wittmannsdorf (polnisch Witramowo) wurde am 28. August 1876 der Gutsbezirk Bujaken gebildet, der in den Amtsbezirk Wittmannsdorf im Kreis Osterode in Ostpreußen eingegliedert wurde.
Im Jahre 1910 waren im Gutsbezirk Bujaki 158 Einwohner gemeldet. Am 30. September 1929 schlossen sich die Gutsbezirke Bujaken und Seelesen (polnisch Żelazno) zur neuen Landgemeinde Bujaken zusammen. 1933 belief sich die Einwohnerzahl der so gebildeten Landgemeinde auf 372, 1939 auf 425.
Seelesen wurde mit dem gesamten südlichen Ostpreußen 1945 in Kriegsfolge an Polen überstellt. Das Dorf erhielt die polnische Namensform „Bujaki“ und ist heute eine Ortschaft innerhalb der Gmina Nidzica (Stadt- und Landgemeinde Neidenburg) im Powiat Nidzicki (Kreis Neidenburg), bis 1998 der Woiwodschaft Olsztyn, seither der Woiwodschaft Ermland-Masuren zugehörig.

## Kirche
Bis 1945 war Bujaken in die evangelische Kirche Waplitz (polnisch Waplewo) in der Kirchenprovinz Ostpreußen der Kirche der Altpreußischen Union sowie in die römisch-katholische Kirche Thurau (polnisch Turowo) im Bistum Ermland eingepfarrt.
Heute gehört Bujaki katholischerseits zur Kirche Żelazno (Seelesen), einer Filialkirche der Pfarrei Łyna (Lahna) im jetzigen Erzbistum Ermland, evangelischerseits zur Kirche Olsztynek (Hohenstein), einer Filialkirche der Pfarrei Olsztyn (Allenstein) in der Diözese Masuren der Evangelisch-Augsburgischen Kirche in Polen.

## Verkehr
Bujaki liegt abseits vom Verkehrsgeschehen und ist von Żelazno (Seelsen) aus auf direktem Weg zu erreichen. Seit 1890 ist das Dorf Bahnstation an der heute von der Polnischen Staatsbahn befahrenen Bahnstrecke Działdowo–Olsztyn (deutsch Soldau–Allenstein).